# Olympische Sommerspiele 1972/Leichtathletik – Kugelstoßen (Männer)
Das Kugelstoßen der Männer bei den Olympischen Spielen 1972 in München wurde am 8. und 9. September 1972 im Olympiastadion München ausgetragen. 29 Athleten nahmen teil.
Olympiasieger wurde der Pole Władysław Komar. Die Silbermedaille gewann der US-Amerikaner George Woods, Bronze ging an Hartmut Briesenick aus der DDR.
Neben dem Bronzemedaillengewinner starteten für die DDR außerdem Hans-Peter Gies und Heinz-Joachim Rothenburg. Beide erreichten das Finale. Gies wurde Vierter, Rothenburg Elfter.

Für die Bundesrepublik Deutschland – offiziell Deutschland – gingen Heinfried Birlenbach, Ralf Reichenbach und Traugott Glöckler an den Start. Auch sie erreichten das Finale. Birlenbach belegte Rang sieben und Reichenbach Platz dreizehn, Glöckler wurde Achtzehnter.

Athleten aus der Schweiz, Österreich und Liechtenstein nahmen nicht teil.

## Rekorde

### Bestehende Rekorde

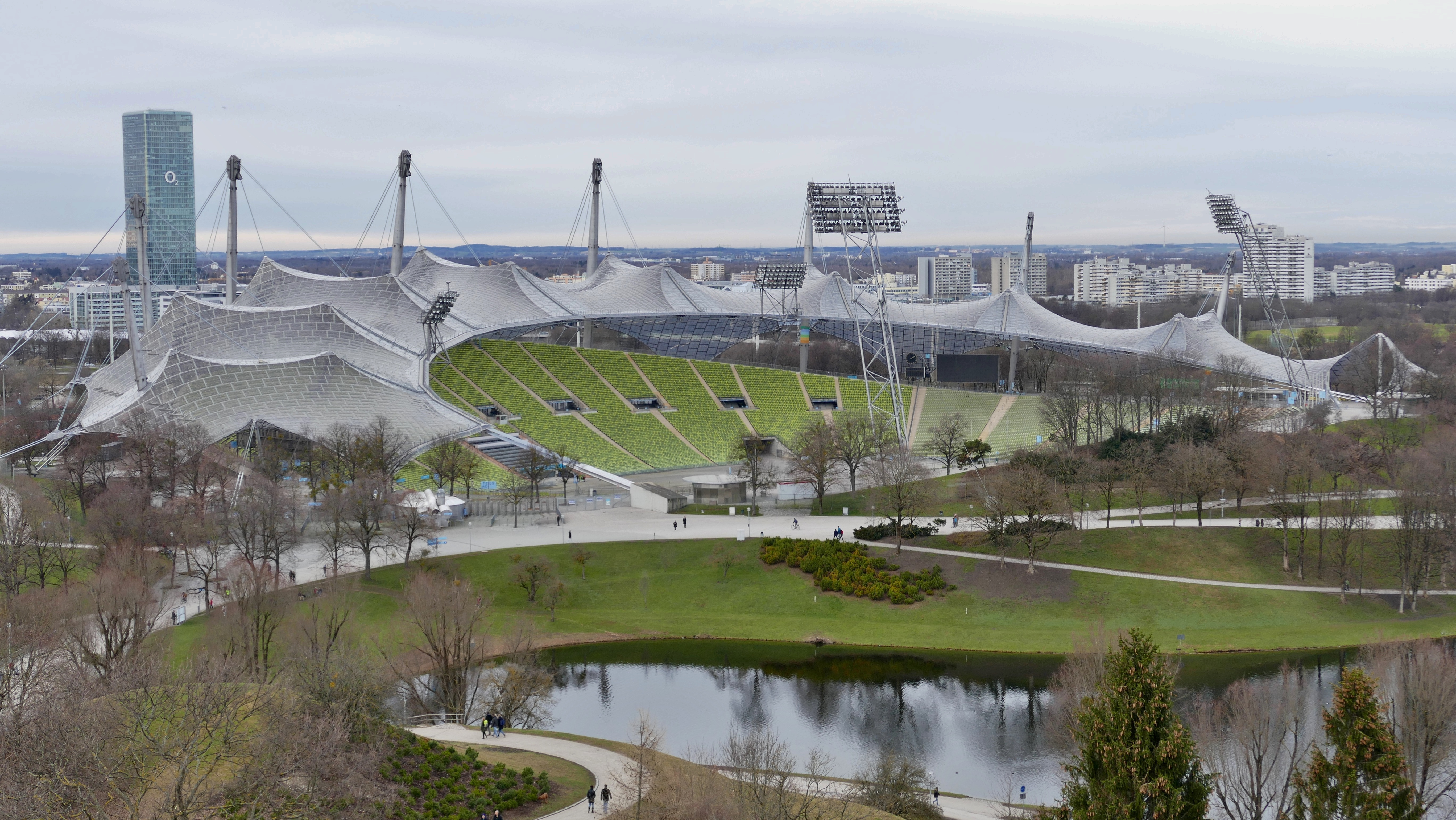
Blick vom Olympiaberg auf das Olympiastadion

| Weltrekord         | 21,78 m | Randy Matson ( USA) | College Station, USA                  | 22. April 1967   |
| Olympischer Rekord | 20,68 m | Randy Matson ( USA) | Qualifikation OS Mexiko-Stadt, Mexiko | 13. Oktober 1968 |

### Rekordverbesserung
Der spätere polnische Olympiasieger Władysław Komar verbesserte den bestehenden olympischen Rekord mit seinem ersten Stoß im Finale am 9. September um 50 Zentimeter auf 21,18 m. Den Weltrekord verfehlte er damit um 60 Zentimeter.

## Durchführung des Wettbewerbs
Die Athleten traten am 8. September in zwei Gruppen zu einer Qualifikationsrunde an. Achtzehn von ihnen – hellblau unterlegt – übertrafen die direkte Finalqualifikation von 19,00 m. Damit war die Mindestanzahl von zwölf Finalteilnehmern übertroffen.

Im Finale am 9. September hatte jeder Athlet zunächst drei Versuche. Die besten acht Teilnehmer standen anschließend weitere drei Stöße zu.

## Zeitplan
8. September, 10:00 Uhr: Qualifikation

9. September, 14:30 Uhr: Finale
Die direkt qualifizierten Athleten sind.

## Legende
Kurze Übersicht zur Bedeutung der Symbolik – so üblicherweise auch in sonstigen Veröffentlichungen verwendet:
| – | verzichtet |
| x | ungültig   |

## Qualifikation
Datum: 8. September 1972, ab 10:00 Uhr

### Gruppe A
| Platz | Name                     | Nation           | 1. Versuch | 2. Versuch | 3. Versuch | Weite   |
| ----- | ------------------------ | ---------------- | ---------- | ---------- | ---------- | ------- |
| 1     | Władysław Komar          | Polen            | 20,60 m    | –          | –          | 20,60 m |
| 2     | George Woods             | USA              | 19,96 m    | –          | –          | 19,96 m |
| 3     | Al Feuerbach             | USA              | 19,94 m    | –          | –          | 19,94 m |
| 4     | Yves Brouzet             | Frankreich       | 19,87 m    | –          | –          | 19,87 m |
| 5     | Jaroslav Brabec          | Tschechoslowakei | 19,82 m    | –          | –          | 19,82 m |
| 6     | Seppo Simola             | Finnland         | 19,49 m    | –          | –          | 19,49 m |
| 7     | Ralf Reichenbach         | BR Deutschland   | 19,14 m    | –          | –          | 19,14 m |
| 8     | Hans-Peter Gies          | DDR              | 19,06 m    | –          | –          | 19,06 m |
| 9     | Heinz-Joachim Rothenburg | DDR              | 19,03 m    | –          | –          | 19,03 m |
| 10    | Alexander Baryschnikow   | Sowjetunion      | 18,45 m    | 18,41 m    | 18,65 m    | 18,65 m |
| 11    | Loukas Louka             | Griechenland     | 17,47 m    | 17,48 m    | x          | 17,48 m |
| 12    | Jugraj Singh             | Indien           | x          | 17,15 m    | 16,69 m    | 17,15 m |
| 13    | Christopher Okonkwo      | Nigeria          | 14,98 m    | x          | 16,51 m    | 16,51 m |
| 14    | Hussein Al-Taib Maki     | Saudi-Arabien    | x          | 11,57 m    | 10,77 m    | 11,57 m |
| DNS   | Bjørn Andersen           | Norwegen         |            |            |            |         |
| DNS   | Youssef Nagui Assaad     | Ägypten          |            |            |            |         |
| DNS   | Bill Tancred             | Großbritannien   |            |            |            |         |

### Gruppe B

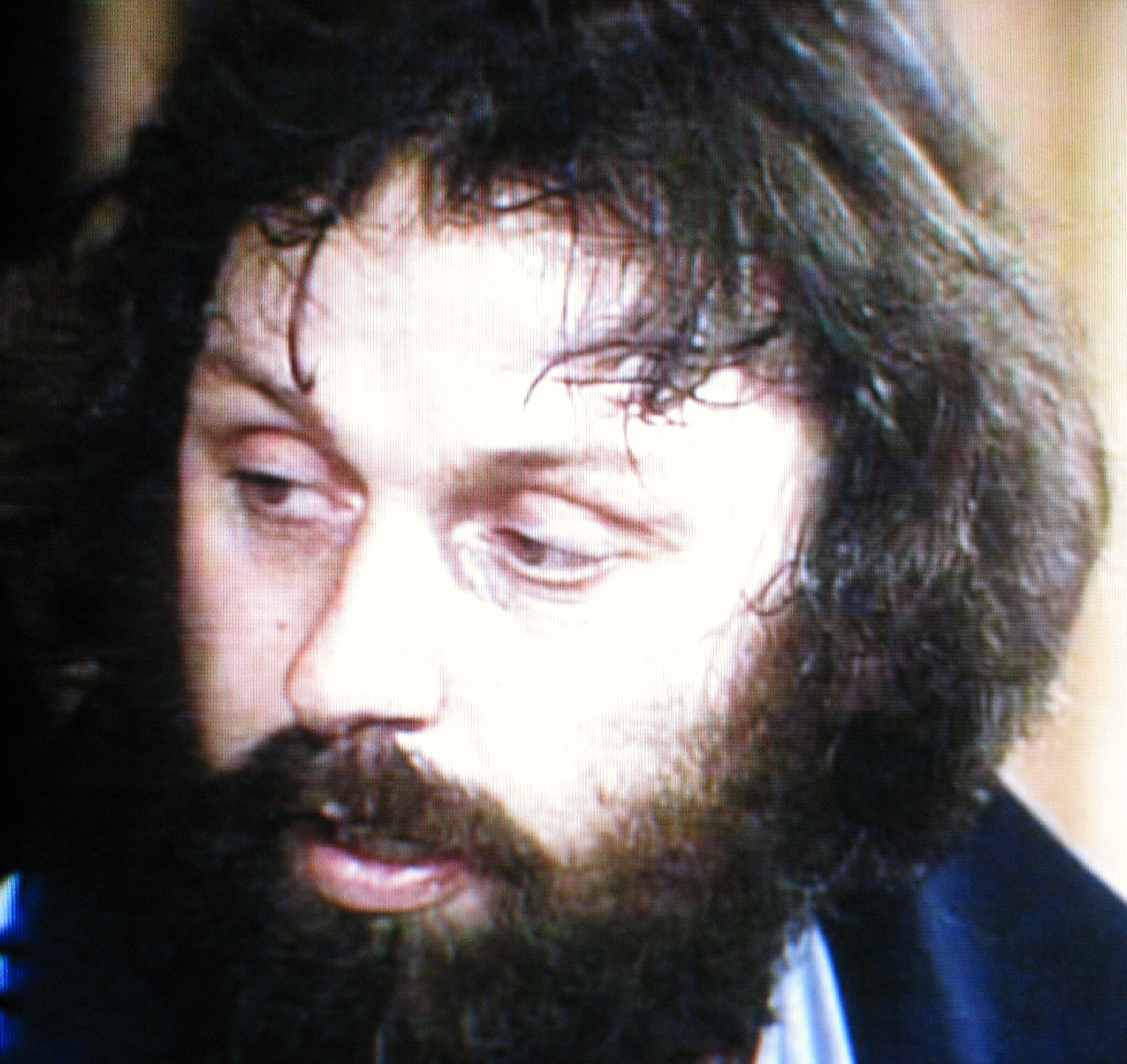
Geoff Capes – ausgeschieden mit 18,94 m

| Platz | Name                 | Nation           | 1. Versuch | 2. Versuch | 3. Versuch | Weite     |
| ----- | -------------------- | ---------------- | ---------- | ---------- | ---------- | --------- |
| 1     | Hartmut Briesenick   | DDR              | 20,38 m    | –          | –          | 20,38 m   |
| 2     | Heinfried Birlenbach | BR Deutschland   | 20,10 m    | –          | –          | 20,10 m   |
| 3     | Brian Oldfield       | USA              | 19,95 m    | –          | –          | 19,95 m\| |
| 4     | Vilmos Varjú         | Ungarn           | 19,94 m    | –          | –          | 19,94 m   |
| 5     | Jaromír Vlk          | Tschechoslowakei | x          | 18,20 m    | 19,61 m    | 19,61 m   |
| 6     | Lahcen Samsam Akka   | Marokko          | 18,98 m    | 19,36 m    | –          | 19,36 m   |
| 7     | Rimantas Plungė      | Sowjetunion      | 18,97 m    | 19,18 m    | –          | 19,18 m   |
| 8     | Bruce Pirnie         | Kanada           | 19,18 m    | –          | –          | 19,18 m   |
| 9     | Traugott Glöckler    | BR Deutschland   | 18,15 m    | 19,11 m    | –          | 19,11 m   |
| 10    | Ivan Ivančić         | Jugoslawien      | 18,80 m    | 18,95 m    | x          | 18,95 m   |
| 11    | Geoff Capes          | Großbritannien   | 18,94 m    | 18,72 m    | 18,79 m    | 18,94 m   |
| 12    | Arnjolt Beer         | Frankreich       | 18,55 m    | 18,74 m    | 18,21 m    | 18,74 m   |
| 13    | Les Mills            | Neuseeland       | 17,61 m    | 18,38 m    | x          | 18,38 m   |
| 14    | Bo Grahn             | Finnland         | x          | x          | 18,20 m    | 18,20 m   |
| 15    | Phil Conway          | Irland           | 16,16 m    | 15,76 m    | 16,69 m    | 16,69 m   |
| DNS   | Wassil Krumow        | Bulgarien        |            |            |            |           |
| DNS   | Aristides Lanier     | Kuba             |            |            |            |           |
| DNS   | Salvatore Morale     | Italien          |            |            |            |           |

## Finale
Datum: 9. September 1972, 14:30 Uhr
| Platz | Name                     | Nation           | 1. Versuch | 2. Versuch | 3. Versuch | 4. Versuch                               | 5. Versuch                               | 6. Versuch                               | Endresultat | Anmerkung |
| ----- | ------------------------ | ---------------- | ---------- | ---------- | ---------- | ---------------------------------------- | ---------------------------------------- | ---------------------------------------- | ----------- | --------- |
| 1     | Władysław Komar          | Polen            | 21,18 m OR | x          | 20,55 m    | 20,74 m                                  | 20,80 m                                  | x                                        | 21,18 m     | OR        |
| 2     | George Woods             | USA              | 20,55 m    | 20,17 m    | 20,71 m    | 21,17 m                                  | 20,88 m                                  | 21,05 m                                  | 21,17 m     |           |
| 3     | Hartmut Briesenick       | DDR              | 20,97 m    | 20,91 m    | 21,02 m    | 21,14 m                                  | 20,61 m                                  | 20,54 m                                  | 21,14 m     |           |
| 4     | Hans-Peter Gies          | DDR              | 21,14 m    | 21,00 m    | 21,01 m    | 20,62 m                                  | x                                        | x                                        | 21,14 m     |           |
| 5     | Al Feuerbach             | USA              | 20,90 m    | 20,29 m    | x          | 20,86 m                                  | 21,01 m                                  | 20,28 m                                  | 21,01 m     |           |
| 6     | Brian Oldfield           | USA              | 20,85 m    | 20,60 m    | 20,87 m    | 20,54 m                                  | 20,91 m                                  | 20,13 m                                  | 20,91 m     |           |
| 7     | Heinfried Birlenbach     | BR Deutschland   | 20,37 m    | x          | x          | 19,89 m                                  | x                                        | 20,13 m                                  | 20,37 m     |           |
| 8     | Vilmos Varjú             | Ungarn           | 20,10 m    | x          | x          | x                                        | 19,67 m                                  | 19,65 m                                  | 20,10 m     |           |
|       |                          |                  |            |            |            |                                          |                                          |                                          |             |           |
| 9     | Jaromír Vlk              | Tschechoslowakei | 19,66 m    | 20,09 m    | x          | nicht im Finale der besten acht Athleten | nicht im Finale der besten acht Athleten | nicht im Finale der besten acht Athleten | 20,09 m     |           |
| 10    | Jaroslav Brabec          | Tschechoslowakei | 19,61 m    | 19,86 m    | 19,60 m    | nicht im Finale der besten acht Athleten | nicht im Finale der besten acht Athleten | nicht im Finale der besten acht Athleten | 19,86 m     |           |
| 11    | Heinz-Joachim Rothenburg | DDR              | 19,74 m    | x          | x          | nicht im Finale der besten acht Athleten | nicht im Finale der besten acht Athleten | nicht im Finale der besten acht Athleten | 19,74 m     |           |
| 12    | Yves Brouzet             | Frankreich       | 19,42 m    | 19,61 m    | 19,49 m    | nicht im Finale der besten acht Athleten | nicht im Finale der besten acht Athleten | nicht im Finale der besten acht Athleten | 19,61 m     |           |
| 13    | Ralf Reichenbach         | BR Deutschland   | 19,48 m    | x          | x          | nicht im Finale der besten acht Athleten | nicht im Finale der besten acht Athleten | nicht im Finale der besten acht Athleten | 19,48 m     |           |
| 14    | Rimantas Plungė          | Sowjetunion      | 19,30 m    | x          | x          | nicht im Finale der besten acht Athleten | nicht im Finale der besten acht Athleten | nicht im Finale der besten acht Athleten | 19,30 m     |           |
| 15    | Lahcen Samsam Akka       | Marokko          | 19,11 m    | x          | x          | nicht im Finale der besten acht Athleten | nicht im Finale der besten acht Athleten | nicht im Finale der besten acht Athleten | 19,11 m     |           |
| 16    | Seppo Simola             | Finnland         | 18,91 m    | 19,06 m    | x          | nicht im Finale der besten acht Athleten | nicht im Finale der besten acht Athleten | nicht im Finale der besten acht Athleten | 19,06 m     |           |
| 17    | Bruce Pirnie             | Kanada           | 18,90 m    | x          | x          | nicht im Finale der besten acht Athleten | nicht im Finale der besten acht Athleten | nicht im Finale der besten acht Athleten | 18,90 m     |           |
| 18    | Traugott Glöckler        | BR Deutschland   | 18,85 m    | 18,47 m    | x          | nicht im Finale der besten acht Athleten | nicht im Finale der besten acht Athleten | nicht im Finale der besten acht Athleten | 18,85 m     |           |

Die Zuschauer sahen ein sehr spannendes Finale. Der Pole Władysław Komar stieß seine Kugel gleich im ersten Versuch auf den neuen Olympiarekord von 21,18 m. Der DDR-Athlet Hans-Peter Gies kam auf 21,14 m, dahinter folgten sein Teamkamerad Hartmut Briesenick und der US-Stoßer Allan Feuerbach. Im zweiten Versuch legte Gies 21,00 m nach, im dritten nochmal 21,01 m. Ebenfalls im dritten Durchgang kam Briesenick auf 21,02 m, bevor er in Runde vier die Kugel auf 21,14 m brachte. Das war die gleiche Weite wie die seines Landsmannes Gies, doch Briesenicks zweitbester Versuch war um einen Zentimeter weiter. Allerdings reichte das nur zur Bronzemedaille für Briesenick und zum vierten Platz für Gies, denn ebenfalls in Runde vier gelangen dem US-Amerikaner George Woods 21,17 m, der damit nur einen Zentimeter hinter dem führenden Komar lag. Bis zum Schluss änderte sich nun nichts mehr an der Reihenfolge.
Auch der Fünfte Feuerbach und sein Landsmann Brian Oldfield auf Platz sechs, der mit einer neuen Stoßtechnik, einem Vorläufer der Drehstoßtechnik, antrat, blieben über dem bis dahin gültigen Olympiarekord.

Im Kugelstoßen der Männer wurde Władysław Komar der erste polnische Olympiasieger und war gleichzeitig der erste polnische Medaillengewinner in dieser Disziplin.

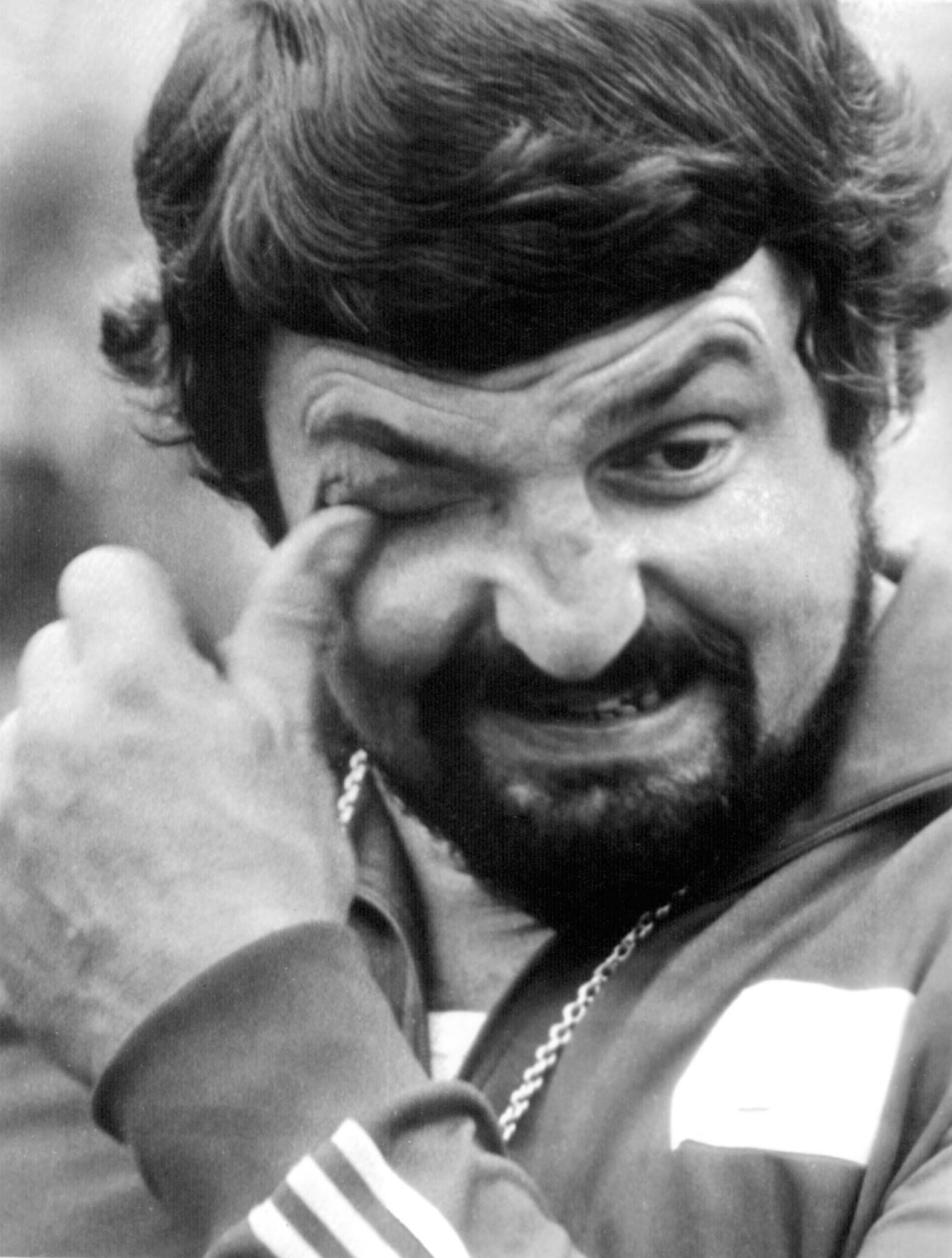
Olympiasieger Władysław Komar
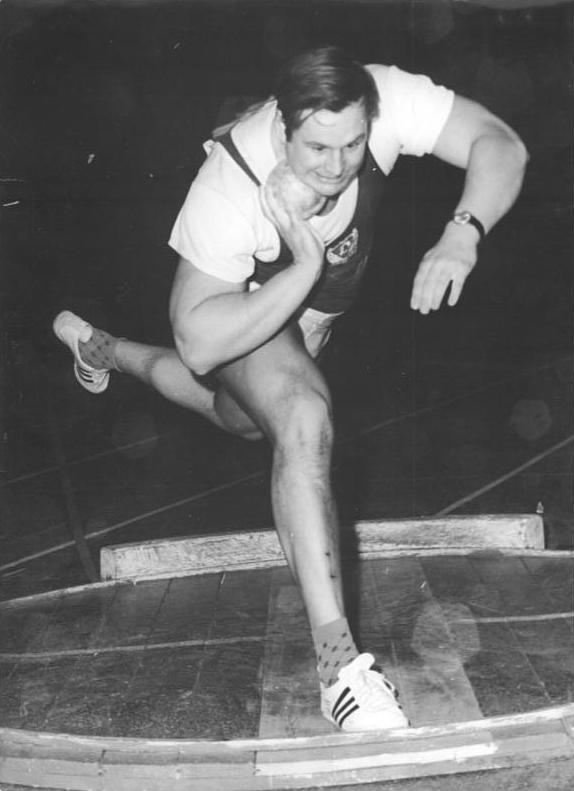
Hartmut Briesenick, Gewinner der Bronzemedaille
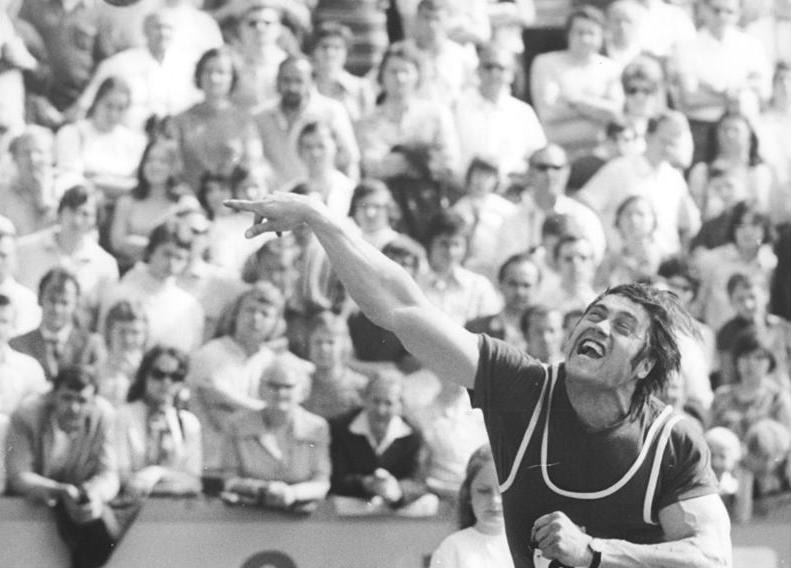
Hans-Peter Gies belegte Rang vier

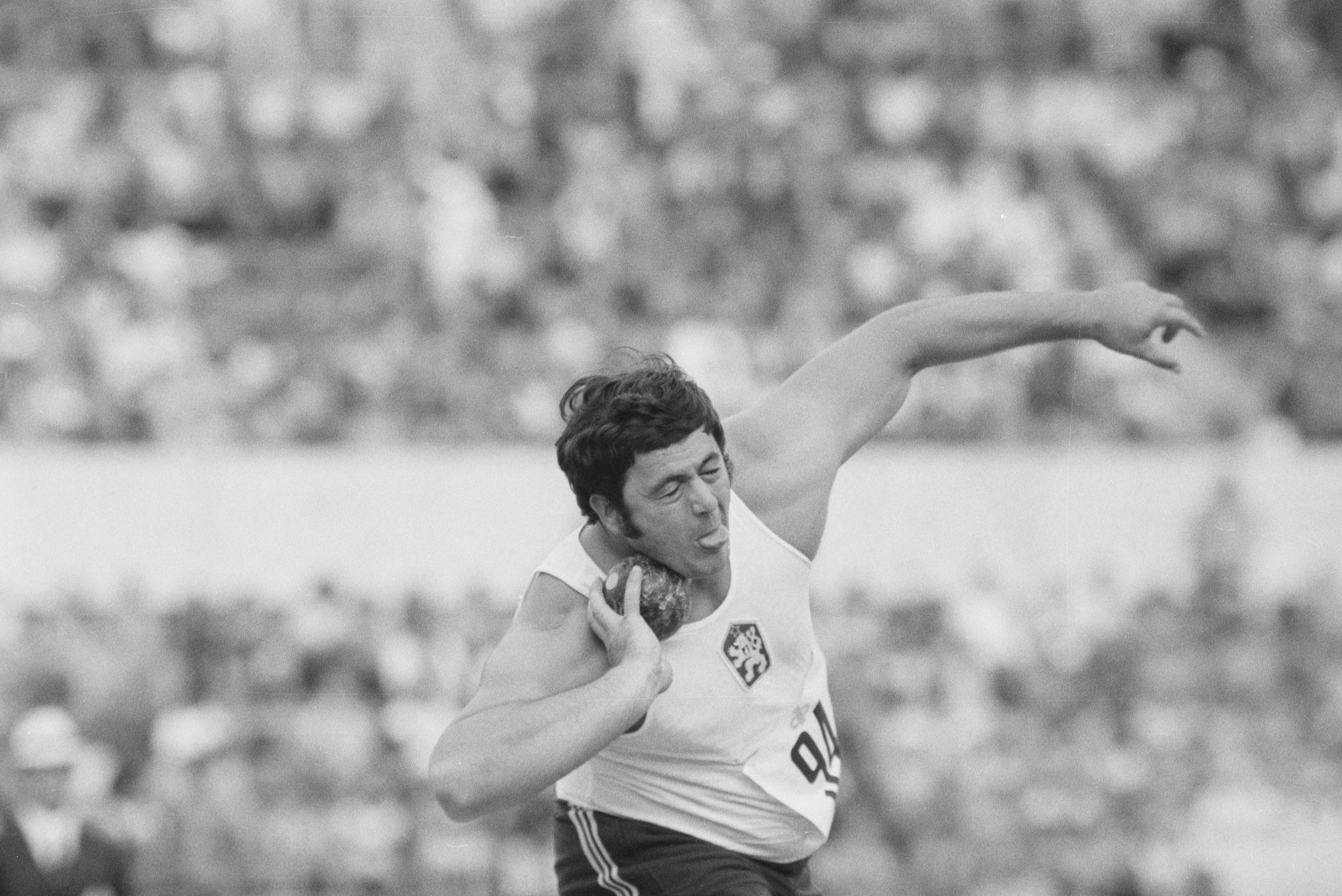
Jaroslav Brabec kam auf den zehnten Platz
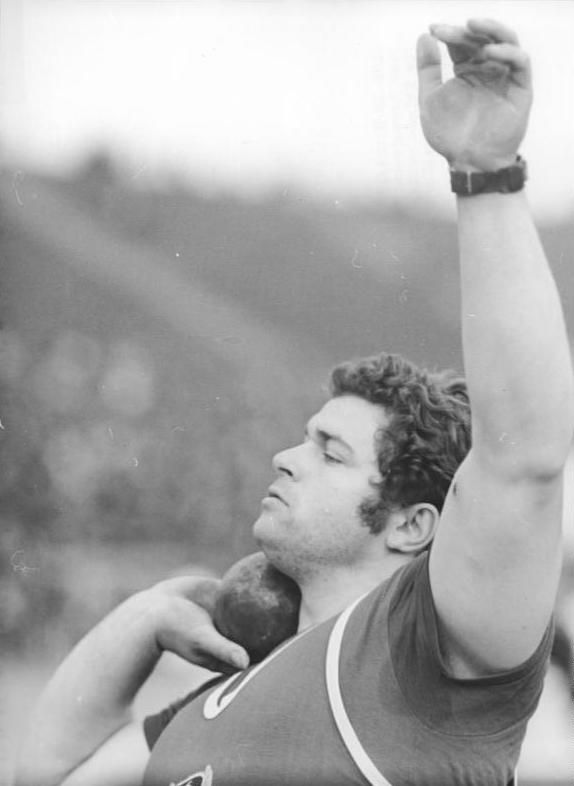
Der elftplatzierte Heinz-Joachim Rothenburg
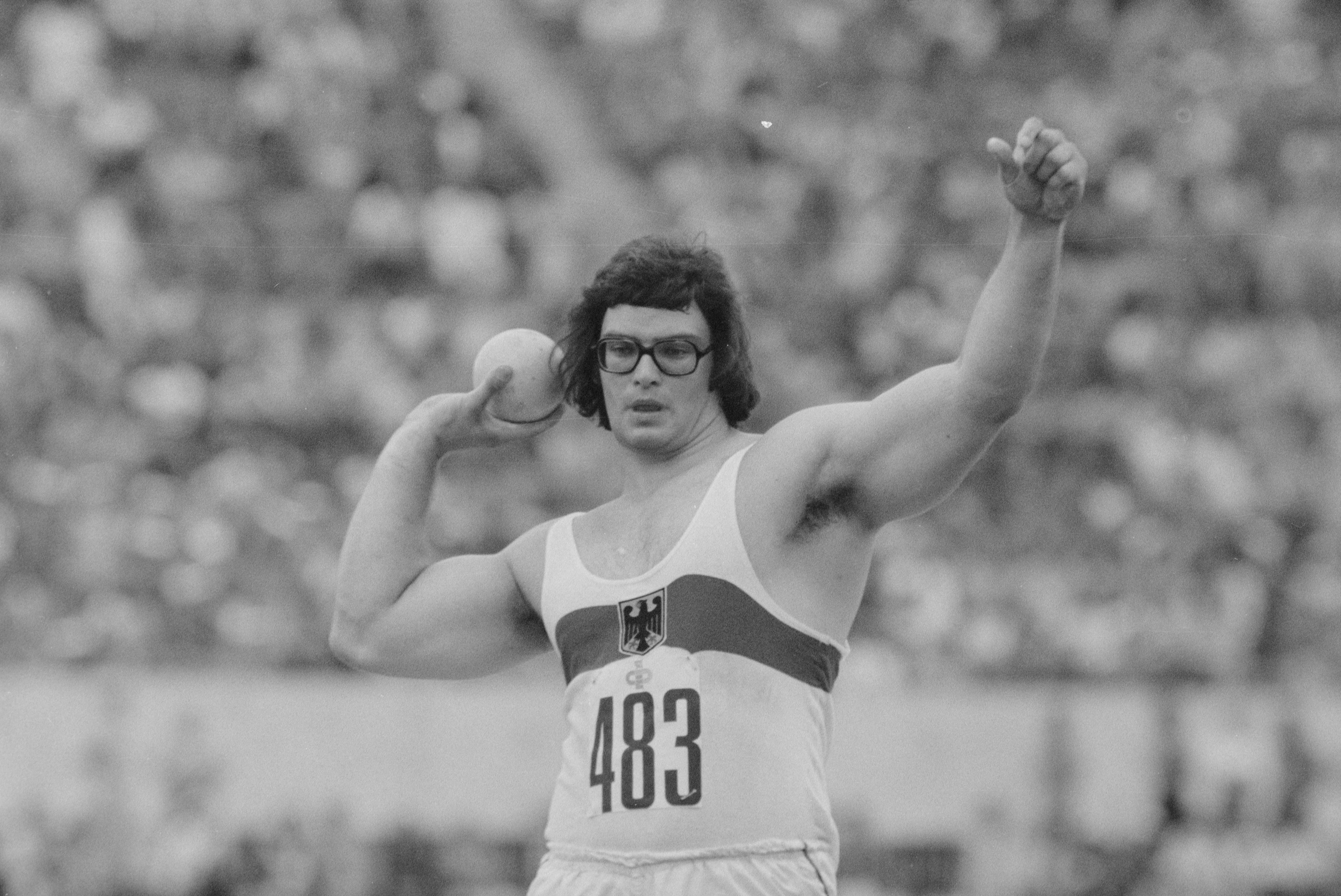
Rang dreizehn für Ralf Reichenbach

## Videolinks
- 1972 Olympic Games - Men's Shot put Final, youtube.com, abgerufen am 1. Dezember 2017
- 1972 Olympic Games Men's Shot Final, youtube.com, abgerufen 2. Oktober 2021
- Władysław Komar (Poland) Shot put 21.18 meters 1972 Olympics Munich, youtube.com, abgerufen 2. Oktober 2021
- Hartmut Briesenick (DDR) Shot Put 1972 Olympics Munich, youtube.com, abgerufen 2. Oktober 2021